# Маматкул-бий
Мама́ткул-бий (кирг. Мааматкул бий), в китайских источниках известен как — Ма-мук-кули, (кит. трад. 马穆库里, пиньинь Mǎ mù kù lǐ), в русских — Мингли-бай-би; 1660 — 1758, Кетмен-Тёбё) — киргизский государственный, военный и политический деятель. Выборный правитель двух киргизских крыльев с конца XVII до первой половины XVIII века.

## Биография
Получил власть над киргизскими племенами в конце 1680-х — начале 1690-х годов, унаследовав власть от своего предшественника — Кудаян-хана. Объединил киргизские племена, мигрировавшие в Ферганскую долину из за джунгарского нашествия, расселив их в верховьях Намангана. Упоминается в цинском труде «Цинь динь хуаньюй Сиюй тучжи» как выборный глава (чжан) киргизов. По заключению А. Н. Бернштама Маматкул-бий являлся «выборным киргизским ханом середины XVIII века». В другом цинском источнике XVIII века сообщалось, что Правое крыло (северную Киргизию) возглавлял Маматкул-бий (из племени сарыбагыш), Левое крыло (южную Киргизию) — Карабута-бий (из племени кытай), власть над двумя крыльями находилась у Маматкул-бия, а Карабута-бий, Майтак-бий (из племени кушчу и Акбай-бий (из племени саруу) являлись его советниками.
В 1732 году упоминался в русских источниках как «Мингли-бай-би». По сведениям Г. Н. Потанина он был «владельцем» киргизов, живших на Кетмен-Тёбё в верховьях Сырдарьи, будучи независимыми от джунгар. По киргизским народным преданиям он около 7 лет жил на Кетмен-Тёбё, занимаясь земледелием, что подтверждается нахождением остатков ирригационного сооружения (кирг. арык под названием «Маматкулу Алыш».
В первой половине XVIII века у слияний рек Узун-Ахмат и Чичкан в Кетмен-Тёбё воздвигнул собственную крепость — Улук-Коргон, которая предназначалась для защиты от джунгарских вторжений и служила ставкой киргизских правителей. Этимология названия «Улук-Коргон» означает «крепость защиты правителя». В 1734 году эта группа киргизских племен во главе с Маматкул-бием сумела сохранить свою политическую самостоятельность, признанную соседними странами, упоминалась в записях И. И. Кириллова.
Упоминается в киргизском народном предании «Поход киргизов на Гиссар». Там описывается переправа киргизских войск хана Кудаяна через Сырдарью, в ходе которой часть киргизского войска во главе с Маматкул-бием «под вымышленным предлогом» остались на берегу и возвратились обратно, а поданных Кудаян-хана настигла смерть в безводных пустынях.

## Внешняя политика
В 1758 году отправлял свое официальное посольство в столицу Империи Цин из 7 видных феодалов: Черикчи-бий, Нышаа Баатыр, Ноци-бий, Акбай-бий, Тюлькю-бий, Шюкюр-бий и Шербек-батыр. Целью киргизской делегации решение территориальных споров на киргизско-китайской границе, и закрепление за киргизами районов Каркыры, Кегена и левобережья Или. Отозвавшись на помощь правителя южных киргизов — Аджи-бия, готовил крупное вторжение киргизских войск в Ферганскую долину против Кокандского ханства, однако по итогу поход не состоялся из за угрозы цинского вторжения.